# Energiereiche Bindung
Die Energiereiche Bindung ist eine kovalente Bindung, deren Bruch im Rahmen einer Hydrolyse mit einer ähnlichen Änderung der Freien Energie einhergeht wie die Hydrolyse von ATP zu ADP + Pi.
Obwohl in der Biochemie üblich, ist der Begriff energiereiche Bindung irreführend, denn die fragliche Bindung ist nicht in besonderem Maße energiereicher, stabiler oder instabiler als andere kovalente Bindungen.

## Energiereiche Verbindung
Chemische Verbindung, die mindestens eine energiereiche Bindung enthält. Man spricht auch von einer Verbindung mit hohem Gruppenübertragungspotenzial. Die übertragbare Gruppe ist dabei jene, die über die energiereiche Bindung mit dem Restmolekül verknüpft ist. ATP beispielsweise besitzt ein hohes Phosphorylgruppenübertragungspotenzial.